# Juniperus recurva
Juniperus recurva ist eine Pflanzenart aus der Familie der Zypressengewächse (Cupressaceae). Sie ist im zentralen Asien heimisch.

## Beschreibung
Juniperus recurva wächst als immergrüner Strauch oder Baum, der Wuchshöhen von bis zu 10 Metern erreichen kann. Die Äste zweigen gerade oder leicht nach unten gebogen vom Stamm ab und bilden eine breit konisch oder pyramidenförmig geformte Krone. Die gebogenen Zweige gehen hängend von den Ästen ab. Die hell graubraune bis braune Borke blättert in dünnen Streifen ab.
Die nadelartigen, in Dreierwirteln angeordneten, fast geraden Blätter werden 3 bis 10 Millimeter lang und etwa 1 Millimeter breit. Sie sind an der Blattoberseite grünlich weiß oder leicht blaugrün gefärbt und besitzen zwei weiße Stomatabänder. Die Basis ist herablaufend und die Spitze ist spitz zulaufend.
Juniperus recurva ist einhäusig getrenntgeschlechtig (monözisch), selten gibt es auch zweihäusige (diözische) Bäume. Die gelben männlichen Blütenzapfen sind länglich-eiförmig bis elliptisch-eiförmig geformt. Sie enthalten zehn bis 16 kreuzgegenständig angeordnete Mikrosporophylle, welche je drei Pollensäcken tragen. Die weiblichen Zapfen sind bei einer Länge von 0,6 bis 1,2 Zentimeter und einer Dicke von 0,5 bis 0,9 Zentimeter eiförmig geformt. Anfangs sind sie blaugrün gefärbt, zur Reife im zweiten Jahr hin verfärben sie sich dunkel purpurbraun. Jeder Zapfen trägt ein, bei einer Länge von 5 bis 9 Millimetern und einer Breite von 3 bis 6 Millimetern eiförmig bis konisch-eiförmig geformtes Samenkorn.

## Vorkommen
Das natürliche Verbreitungsgebiet von Juniperus recurva umfasst Afghanistan, Pakistan, den Norden und Nordosten Indiens, Kaschmir, Nepal, Bhutan, den Südwesten Chinas sowie den Norden Myanmars. In Indien findet man Juniperus recurva in Arunachal Pradesh, Sikkim und Kumaun. In China kommt sie im Süden des Autonomen Gebiet Tibets, in Sichuan und im nordwestlichen Yunnan vor.
In China gedeiht Juniperus recurva in Höhenlagen von 1800 bis 3900 Meter vor allem in Wäldern und Dickichten.

## Nutzung
Das Holz von Juniperus recurva wird genutzt, unter anderem auch als Räuchermittel in buddhistischen Tempeln. In Myanmar wird das Holz größerer Bäume für den Bau von Särgen verwendet. Zudem findet die Art auch als Ziergehölz Verwendung.

## Systematik
Die Erstbeschreibung als Juniperus recurva erfolgte 1825 durch Francis Buchanan-Hamilton in  Prodromus Florae Nepalensis 2, Seite 55. Ein Synonym für Juniperus recurva Buch.-Ham. ex D.Don ist Sabina recurva (Buch.-Ham. ex D.Don) Antoine.
Die Art Juniperus recurva wird in bis zu zwei Varietäten unterteilt:
- Juniperus recurva var. coxii (A.B.Jacks.) Melville wächst meist als Strauch, selten als Baum. Diese Varietät wird von einigen Autoren auch als eigenständige Art Juniperus coxii A.B.Jacks. angesehen.[2]
- Juniperus recurva var. recurva ist die Nominatform und wächst meist als Baum, selten auch als Strauch.[2]

## Gefährdung
Juniperus recurva wird in der Roten Liste der IUCN als „nicht gefährdet“ eingestuft. Die Varietät coxii wird als „gefährdet“ eingestuft. Es wird bei beiden Einträgen jedoch darauf hingewiesen, dass eine erneute Überprüfung der Gefährdung notwendig ist.